# Limnophora minuscula
Limnophora minuscula este o specie de muște din genul Limnophora, familia Muscidae. A fost descrisă pentru prima dată de Wulp în anul 1896. Conform Catalogue of Life specia Limnophora minuscula nu are subspecii cunoscute.